# Сярско-мелнишко-драмско-неврокопско учителско дружество „Просвещение“
Сярско-мелнишко-драмско-неврокопското учителско дружество „Просвещение“ е българско учителско сдружение, съществувало от 1873 до 1878 г., имащо за цел утвърждаване на българската просвета в Източна Македония и борба с ширещата се гъркомания.

## История
Дружеството е основано по инициатива на Георги Попиванов и Никола Падарев на 6 август 1873 година на учителския събор в хана на Илия Дуков в Неврокоп (днес град Гоце Делчев). Сред основателите са учителите Петър Сарафов, Спас Прокопов, Тома Попович, Атанас Поппетров, Стефан Салгънджиев, Ангел Иванов, Кочо Мавродиев, Захари Попов. Присъстват и български първенци, сред които Никола Ковачевски и Димко Пандов. През септември 1874 година общото събрание избира ръководство на дружеството. Председател на настоятелството става Никола Падарев, касиер е Петър Сарафов, писар и секретар е Георги Попиванов, а Спас Прокопов и Атанас Поппетров са съветници. Уставът на дружеството е публикуван във вестник „Напредък“ и според него то има за главна задача:
| „ | да улеснява според силите си разпространението на просвещението чрез българския език. | “ |

Дружеството подготвя и препоръчва учители и подпомага бедни училища и ученици, изпраща стипендианти да следват в Европа и Русия. То съсредоточава дейността си в силно изложените на влиянието на елинизма Драмско и Зъхна, където изпраща добре подготвени учители и много учебници. Получава много български вестници и купува различни книги. Всеки пазарен ден членовете му заседават в Неврокоп. Към края на 1873 година в дружеството членуват 30 учители от Серския санджак, а в касата му има 200 лири, 120 от които отиват за издръжка на български училища. Дружеството изпраща Спас Прокопов като учител в Калапот, а Никола Гологанов в Скрижово. Важна дейност за събиране на средства развива цариградският пълномощник на дружеството Коста Сарафов. Средства на „Просвещение“ даряват както многобройни частни дарители, така и Българската екзархия, Македонската българска дружина и Благодетелното братство „Просвещение“. Сред дарителите личат имената на митрополит Натанаил Охридски, който обещава пожизнено всеки месец да внася в касата на дружеството по една лира, екзарх Антим I, Петко Славейков, Тодор Бурмов. Дружеството има свои благодетели и дарители в Солун, Цариград, Воден, Райково, Якоруда, Пазарджик, Пловдив, Сяр, Либяхово, Горно Броди, Сопот, Пирот, Велес, Кобалища, Плевня, Просочен, Гайтаниново и най-много в Неврокоп. За една година от своето съществуване то има приход в размер на 29945 гроша, основно от дарения. За събиране на средства дружеството организира лотария. За целта са пуснати в подажба 3000 билета на турски, френски и български език, с цена на отделния билет 3 гроша.
След Априлското въстание от 1876 година на дружеството е нанесен силен удар. Членовете му са преследвани от османските власти и гръцкото духовенство, а голяма част от тях попадат в затвора. Архивът му е иззет от властите и унищожен в Драма. По този начин дружеството е разтурено и дейността му е прекратена. Последен документ, в който то се споменава е Мемоарът на българските църковно-училищни общини в Македония от 20 май 1878. Той е подписан от членовете му Стефан Салгънджиев и Георги Либяховски и подпечатан с печата на дружеството.